# Сахарово (деревня, Москва)
Сахарово — деревня в Троицком административном округе Москвы (до 1 июля 2012 года была в составе Подольского района Московской области). Входит в состав района Вороново.

## Население
| 1859 | 1890 | 1899 | 1926 | 2002 | 2006 | 2010 |
| ---- | ---- | ---- | ---- | ---- | ---- | ---- |
| 102  | ↘85  | ↗99  | ↗129 | ↘25  | ↗112 | ↘74  |

Согласно Всероссийской переписи, в 2002 году в деревне проживало 25 человек (10 мужчин и 15 женщин). По данным на 2005 год в деревне проживало 112 человек.

## География
Деревня Сахарово расположена в южной части Троицкого административного округа, на Варшавском шоссе примерно в 64 км к юго-западу от центра Москвы. В 3 км к западу от деревни проходит Калужское шоссе А130, в 12 км к северу — Московское малое кольцо А107, в 3 км к югу — Большое кольцо Московской железной дороги.
В деревне 4 проезда — Новогромовский, Объездной, Сахаровский и Ясенский, приписаны садоводческое товарищество и кооператив. Ближайшие населённые пункты — деревня Ясенки и посёлок ЛМС.

## История
Название деревни, предположительно, произошло от некалендарного личного имени Сахар.
В «Списке населённых мест» 1862 года — владельческая деревня 1-го стана Подольского уезда Московской губернии на Московско-Варшавском шоссе, из Подольска в Малоярославец, в 26 верстах от уездного города и 3 верстах от становой квартиры, при колодцах, с 14 дворами и 102 жителями (49 мужчин, 53 женщины).
По данным на 1899 год — деревня Вороновской волости Подольского уезда с 99 жителями.
В 1913 году — 15 дворов.
По материалам Всесоюзной переписи населения 1926 года — центр Сахаровского сельсовета Вороновской волости Подольского уезда в 1,6 км от Варшавского шоссе и 19,2 км от станции Столбовая Курской железной дороги, проживало 129 жителей (65 мужчин, 64 женщины), насчитывалось 21 крестьянское хозяйство.
1929—1946 гг. — населённый пункт в составе Красно-Пахорского района Московской области.
1946—1957 гг. — в составе Калининского района Московской области.
1957—1963, 1965—2012 гг. — в составе Подольского района Московской области.
1963—1965 гг. — в составе Ленинского укрупнённого сельского района Московской области.
1 июля 2012 года вошла в состав Москвы.

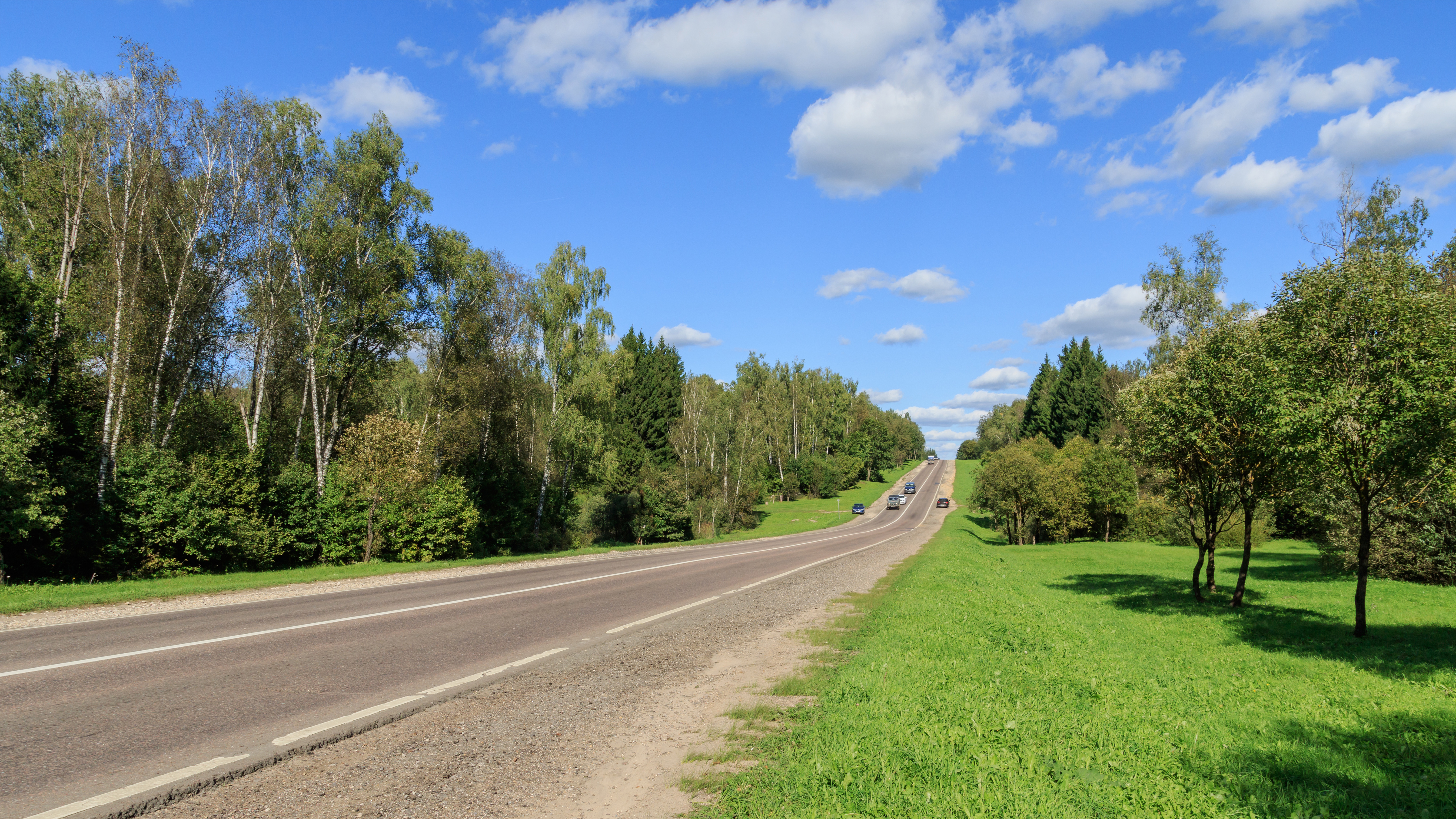
Варшавское шоссе в районе Сахарова

## Многофункциональный миграционный центр

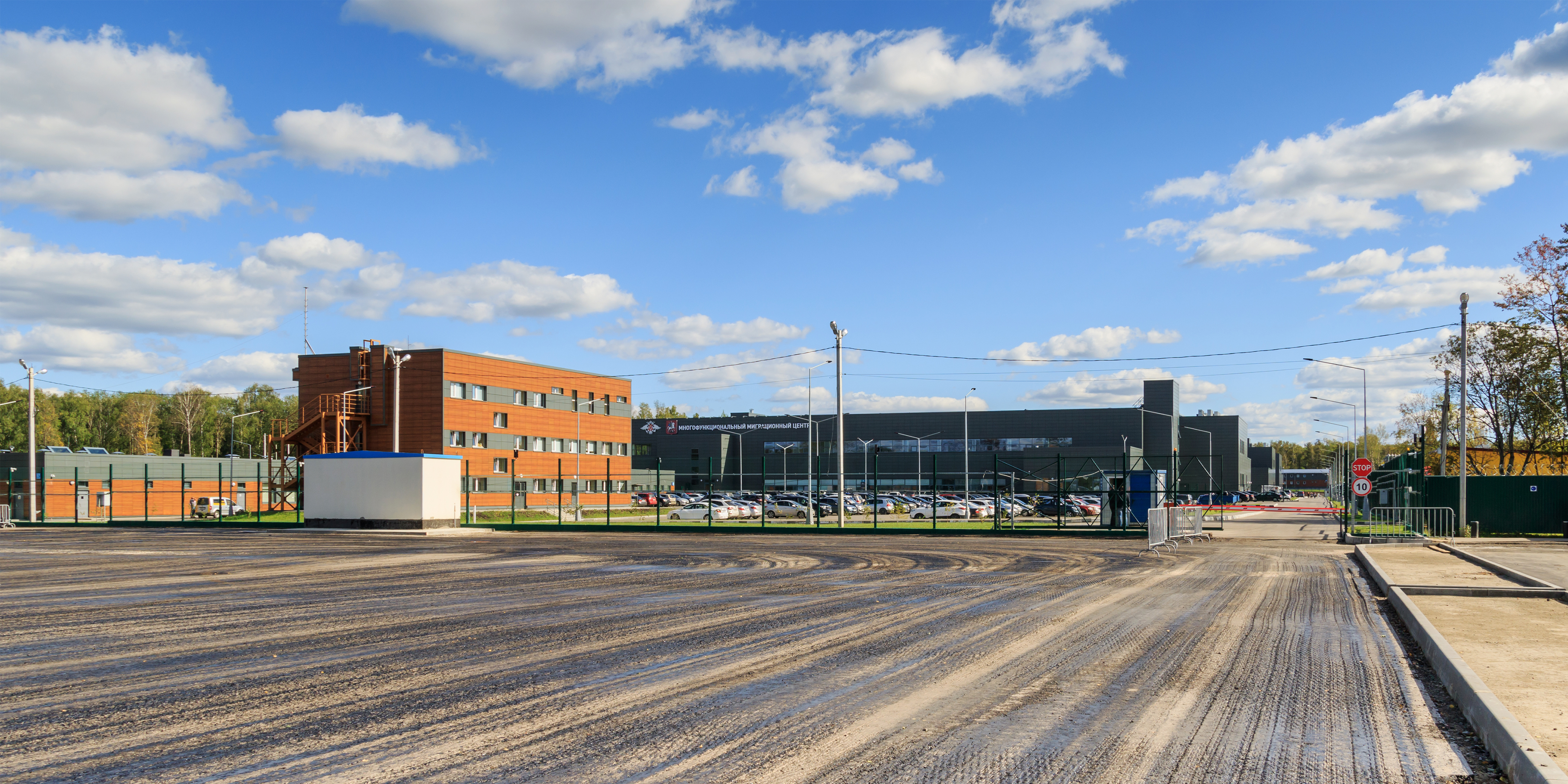
Многофункциональный миграционный центр

С первого рабочего дня 2015 года вблизи деревни Сахарово открылся многофункциональный миграционный центр УФМС России по г. Москве, а также Центр временного содержания иностранных граждан (ЦВСИГ) ГУ МВД России по г. Москве (позднее — специальное учреждение временного содержания иностранных граждан, СУВСИГ). С 12 января 2015 года начал свою работу специальный автобус № МЦ1 от станции метро «Аннино» для обслуживания миграционного центра в Сахарово, который перешёл на стандартную тарифную систему в декабре 2017 года (позднее конечная остановка была изменена на станцию метро «Лесопарковая»). В миграционном центре имеется спецприёмник для содержания ожидающих депортации мигрантов, а также задержанных во время протестов в Москве 23 и 31 января 2021 года.
30 августа 2021 года был запущен новый маршрут № МЦ2 (станция метро «Прокшино»). Одновременно с запуском маршрута № МЦ2 на станциях метро «Прокшино» и «Лесопарковая» (маршрут № МЦ1) были размещены указатели на русском, фарси (таджикском) и узбекском языках. Изменение указателей вызвало неоднозначную реакцию.
3 мая 2022 года подмосковный маршрут № 1050м был перенумерован в № МЦ3 и стал работать по московским тарифам.
По решению мэра Москвы Сергея Собянина, в связи с тем, что Госдума 20 сентября 2022 года одобрила поправки, упрощающие получение гражданства РФ, для тех, кто заключил контракт о службе в Вооруженных силах России  в миграционном центре организуется «полноценная инфраструктура содействия Минобороны России в организации поступления на военную службу иностранных граждан».

## Транспорт
| №    | Конечные остановки                                                                | Станции (метро, МЦД, МЦК, железнодорожные) | Останавливается рядом с ММЦ? | Примечания                                                                                  |
| ---- | --------------------------------------------------------------------------------- | ------------------------------------------ | ---------------------------- | ------------------------------------------------------------------------------------------- |
| 303  | Столбово — Кузовлёво                                                              | Коммунарка, Ольховая                       | Да                           | Также работают укороченные рейсы: - Столбово — Посёлок ЛМС - ИЗМИРАН — Кузовлёво            |
| 1004 | Коктебельская улица — Каменка                                                     | Бульвар Дмитрия Донского                   | Да                           | Также работает удлинённый маршрут: - Коктебельская улица — Каменка (с заездом в Алексеевку) |
| 1028 | МЦД Подольск — Москва (Каменка)                                                   | Подольск                                   | Нет                          | Пригородный маршрут Транспорта Подмосковья, обслуживается АО «Мострансавто»                 |
| 1036 | МЦД Подольск — Москва (Свитино)                                                   | Подольск                                   | Нет                          | Пригородный маршрут Транспорта Подмосковья, обслуживается ООО «Домтрансавто»                |
| 1050 | МЦД Подольск — Москва (Ильино)                                                    | Подольск                                   | Да                           | Пригородный маршрут Транспорта Подмосковья, обслуживается ООО «Домтрансавто»                |
| 1077 | МЦД Подольск — Москва (Чернецкое) (фактически городок Чехов-7 Московской области) | Подольск                                   | Нет                          | Пригородный маршрут Транспорта Подмосковья, обслуживается АО «Мострансавто»                 |

| №   | Конечная остановка | Примечания |
| --- | ------------------ | ---------- |
| МЦ1 | Лесопарковая       |            |
| МЦ2 | Прокшино           |            |
| МЦ3 | Подольск           |            |

Маршруты могут измениться в связи с развитием маршрутной сети «Магистраль».